# Tilleux
Tilleux ist eine kleine französische Gemeinde mit 71 Einwohnern (Stand: 1. Januar 2022) im Département Vosges in der Region Grand Est (bis 2015: Lothringen). Die Gemeinde gehört zum Arrondissement Neufchâteau und zum 2017 gegründeten Gemeindeverband Ouest Vosgien.

## Geografie
Tilleux liegt am etwa acht Kilometer südöstlich von Neufchâteau. Im Nordwesten bildet der Fluss Mouzon die Gemeindegrenze. Umgeben wird Tilleux von den Nachbargemeinden Certilleux im Norden, Rouvres-la-Chétive im Osten, Landaville im Süden sowie Circourt-sur-Mouzon im Westen.

## Bevölkerungsentwicklung
| Jahr      | 1962 | 1968 | 1975 | 1982 | 1990 | 1999 | 2008 | 2020 |
| Einwohner | 80   | 81   | 69   | 76   | 72   | 61   | 69   | 66   |

Zwischen 1793 und 1911 zählte man in Tilleux immer mehr als 100 Einwohner. Im Jahr 1881 wurde mit 153 Bewohnern die bisher höchste Einwohnerzahl ermittelt. Die Zahlen basieren auf den Daten von annuaire-mairie und INSEE.

## Sehenswürdigkeiten
- Kirche Saint-Epvre
- Brunnen

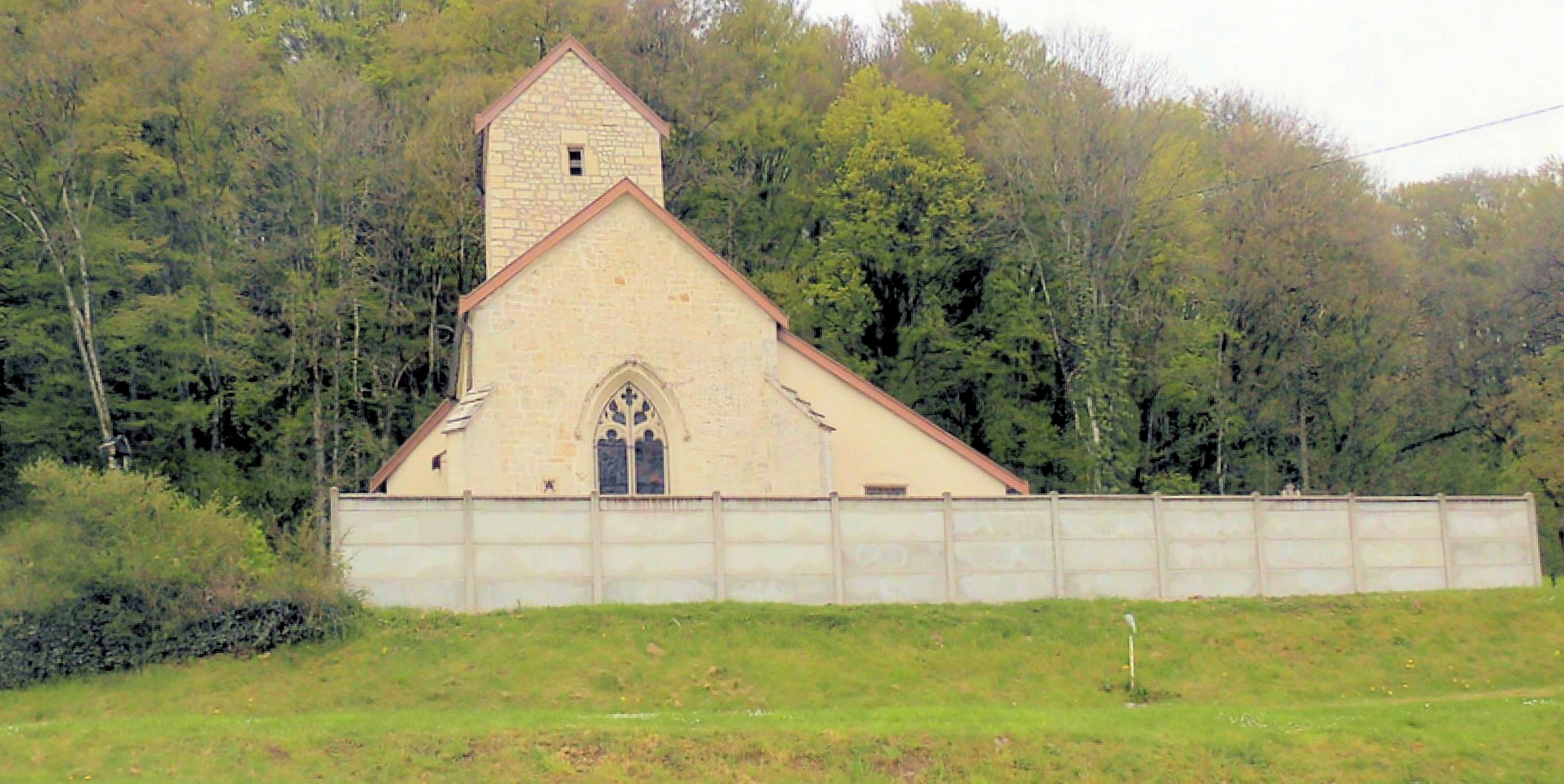
Ostseite der Kirche
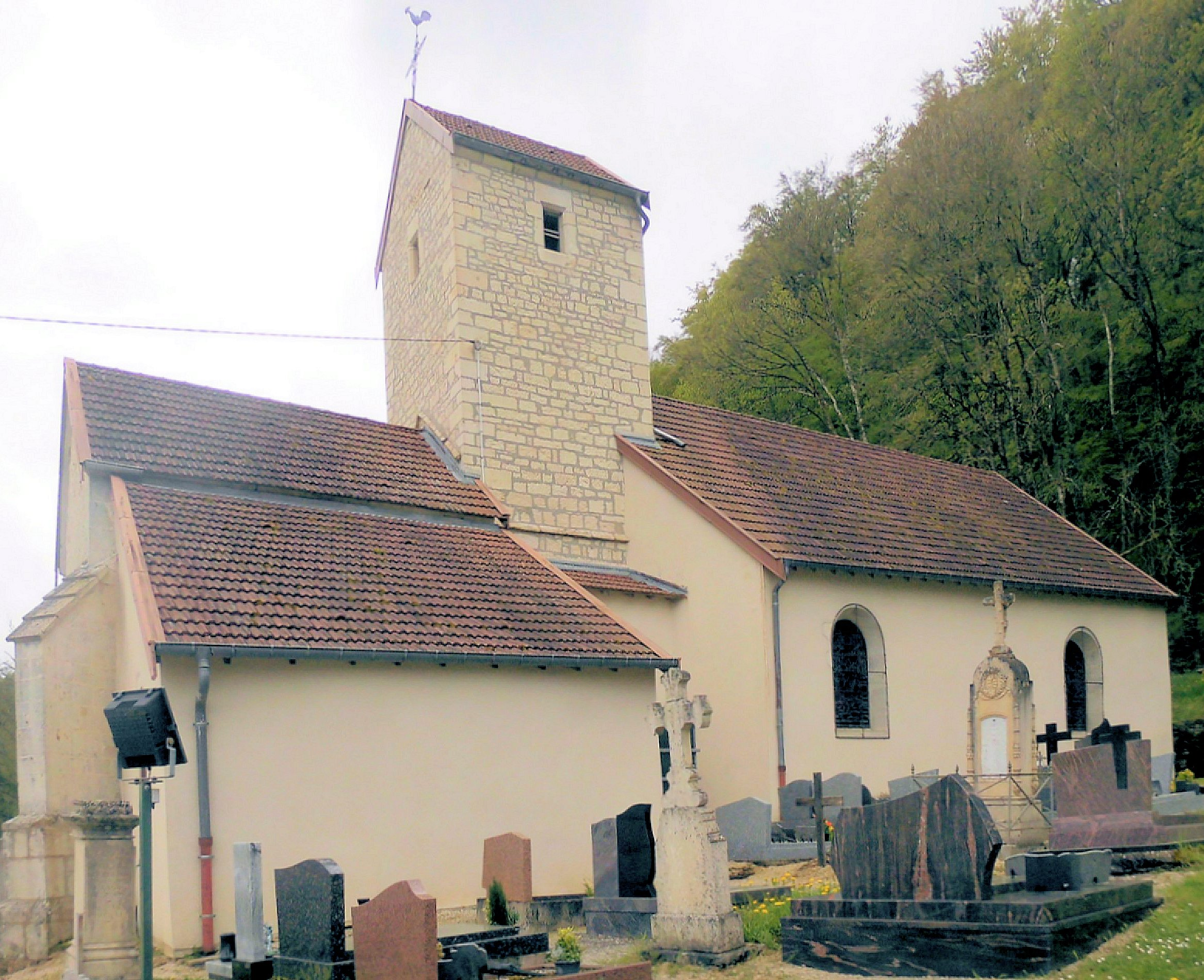
Nordseite der Kirche

## Infrastruktur
Die einzige Tilleux erschließende Straße ist die D164 von Neufchâteau nach Vittel.
Durch Tilleux führt die Bahnlinie von Neufchâteau nach Gironcourt-sur-Vraine (ursprünglich bis Épinal). Der Personenverkehr wurde 1989 eingestellt, den verbliebenen Güterverkehr auf dem 27 Kilometer langen Abschnitt von Neufchâteau zum Glaswerk Gironcourt betreibt die SNCF.

## Belege
1. ↑  Tilleux auf annuaire-mairie
2. ↑  Tilleux auf INSEE